# 1825

## Събития
- Ханс Кристиан Оерстед изолирал метала алуминий при редукция на алуминиев трихлорид с калий.

## Родени
- Кирил Рилски, игумен на Рилския манастир
- 24 юни – Александра Николаевна,
- 11 октомври – Конрад Фердинанд Майер, швейцарски писател († 1898 г.)
- 20 октомври – Сава Филаретов,
- 25 октомври – Йохан Щраус син, австрийски композитор
- 12 ноември – Юлия фон Хауке, принцеса Батенберг
- 29 ноември – Жан Шарко, френски невролог и професор по анатомична патология

## Починали
- 6 октомври – Бернар Жермен дьо Ласепед, френски зоолог и политик
- 14 ноември – Жан Паул, немски писател (* 1763 г.)
- 1 декември – Александър I, император на Русия
- 29 декември – Жак-Луи Давид, френски художник

Вижте също:
- календара за тази година